# Bernat Saulet
Bernat Saulet (actiu durant el segle XIV) fou un escultor, probablement català. Es coneix molt poc de la seva biografia, però al Museu Episcopal de Vic es troba una de les seves obres mestres, un retaule de la passió, provinent de l'església de Sant Joan i Sant Pau de Sant Joan de les Abadesses.

## Obra rellevant
- 1341- 1342 - Retaule de la passió, mort, resurrecció i ascensió de Crist Museu Episcopal de Vic, realitzada en alabastre, amb vidre i restes de policromia. 292 x 192 x 20,5 cm. Provinent de l'església de Sant Joan i Sant Pau. Sant Joan de les Abadesses